# Cnemotrupes occidentalis
Cnemotrupes occidentalis là một loài bọ cánh cứng trong họ Geotrupidae. Loài này được Horn miêu tả khoa học năm 1880.